# Finningsvalen
Finningsvalen är ett naturreservat i Åre kommun i Jämtlands län.
Området är naturskyddat sedan 2018 och är 111 hektar stort. Reservatet ligger på Finningsvalens nordostsluttning vid Juvulns strand och består av granskog i de lägre delarna och fjällbjörkskog i den övre delen.